# Ischnus cinctipes
Ischnus cinctipes là một loài tò vò trong họ Ichneumonidae.